# Dercetina pulchella
Dercetina pulchella is een keversoort uit de familie van de bladkevers (Chrysomelidae). De wetenschappelijke naam van de soort werd in 1879 gepubliceerd door Joseph Sugar Baly.